# Hana Jirickova
Hana Jirickova est un mannequin tchèque née le 13 juin 1991 à Brno en République tchèque.
Elle est « repérée » à 16 ans dans une galerie d'art et remporte son premier concours de mannequinat. En 2009, elle signe avec Silent Models à Paris. Elle pose alors devant les objectifs de Peter Lindbergh, Steve Hiett et bien d'autres. En 2013, elle défile pour Oscar de la Renta et Ralph Lauren. En avril 2013, Hana déménage à New York. 
En juin 2013, elle fait une apparition dans la série beauté Anglomania de Vogue Paris. En septembre 2013, elle est dans Vogue Fashion. En octobre 2013, elle est dans Vogue Paris.
En 2014, elle incarne Lady Million pour la publicité du parfum Eau My Gold de Paco Rabanne avec la chanson de Parov Stelar All Night.